# Free Radical Biology and Medicine
Free Radical Biology and Medicine, abgekürzt Free Radic. Biol. Med., ist eine wissenschaftliche Fachzeitschrift, die vom Elsevier-Verlag veröffentlicht wird. Die Zeitschrift wurde 1985 unter dem Namen Journal of Free Radicals in Biology & Medicine gegründet und änderte 1987 diesen in den derzeit gültigen Zeitschriftennamen. Sie ist das offizielle Publikationsorgan der Society for Free Radical Biology and Medicine sowie der Society for Free Radical Research-Europe und erscheint mit 16 Ausgaben im Jahr. Es werden Arbeiten veröffentlicht, die sich mit freien Radikalen und der Redox-Biologie beschäftigen.
Der Impact Factor lag im Jahr 2014 bei 5,736. Nach der Statistik des ISI Web of Knowledge wird das Journal mit diesem Impact Factor in der Kategorie Endokrinologie und Metabolismus an 16. Stelle von 128 Zeitschriften und in der Kategorie Biochemie und Molekularbiologie an 40. Stelle von 289 Zeitschriften geführt.